# Grand Prix de Fourmies 1997
Il Grand Prix de Fourmies 1997, sessantacinquesima edizione della corsa e valido come evento del circuito UCI categoria 1.1, si svolse il 14 settembre 1997, per un percorso totale di 208 km. Fu vinto dall'italiano Andrea Tafi, che giunse al traguardo con il tempo di 4h51'14" alla media di 42,852 km/h.
Partenza con 193 ciclisti, dei quali 102 portarono a termine il percorso.

## Ordine d'arrivo (Top 10)
| Pos. | Corridore          | Squadra         | Tempo    |
| ---- | ------------------ | --------------- | -------- |
| 1    | Andrea Tafi        | Mapei           | 4h51'14" |
| 2    | Gianluca Bortolami | Festina         | s.t.     |
| 3    | Michele Bartoli    | MG Maglificio   | s.t.     |
| 4    | Wilfried Peeters   | Mapei           | s.t.     |
| 5    | Sergio Barbero     | Mercatone Uno   | s.t.     |
| 6    | Armin Meier        | Batik           | s.t.     |
| 7    | Mauro Gianetti     | Franç. des Jeux | a 12"    |
| 8    | Bruno Boscardin    | Festina         | a 13"    |
| 9    | Massimo Donati     | Saeco           | a 17"    |
| 10   | Henk Vogels        | GAN             | a 28"    |